# Memphis Belle
Memphis Belle («Мемфисская красотка») — неофициальное собственное имя американского бомбардировщика Boeing B-17 Flying Fortress времён Второй мировой войны.
В 2014 году самолёт был реставрирован в Национальном музее Военно-воздушных сил США на военно-воздушной базе Wright-Patterson Air Force Base в Дейтоне, штат Огайо.

## История
Самолёт был построен компанией Боинг и получил серийный номер 41-24485, передан ВВС США 15 июля 1942 года и прибыл в сентябре 1942 года для базирования в 91st Bombardment Group на аэродром города Бангор в штате Мэн. 30 сентября 1942 года был перебазирован на аэродром Глазго Прествик в Шотландии, затем 1 октября на авиабазу RAF Kimbolton в Англии и 14 октября прибыл на своё постоянное место дислокации на авиабазу RAF Bassingbourn, Англия. 
Руководимый капитаном  Робертом Морганом (Robert K. Morgan), экипаж самолёта совершил 29 боевых вылетов: первый — 7 ноября 1942 года, последний — 4 мая 1943 года. 8 июня 1943 года самолёт был отправлен обратно в США.
Самолёт сначала хотели назвать именем любимой девушки капитана Моргана. Но после того, как второй пилот Jim Verinis увидел художественный фильм Lady for a Night, в котором главный герой владел пароходом Memphis Belle, он предложил экипажу назвать самолёт так же. Морган связался с Джорджем Петти, работавшим в журнале Esquire, и попросил его создать пинап-изображение для своего самолёта. Военный художник 91st Bombardment Group капрал Тони Старсер (Tony Starcer) воспроизвёл на носу бомбардировщика картину Петти — девушку в синем костюме на левом борту самолёта и в красном костюме — на правом.

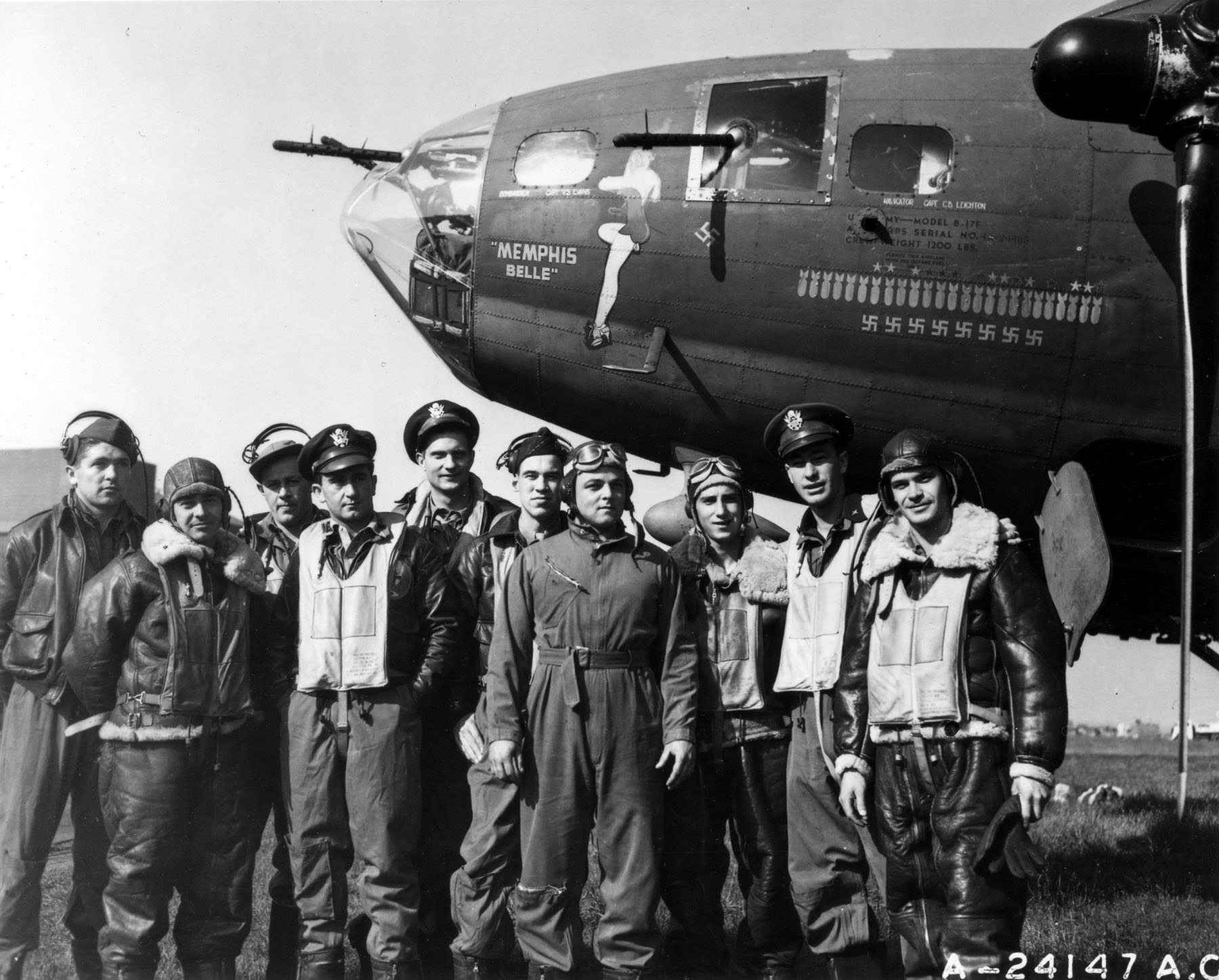
Экипаж самолёта, 7 июня 1943 года
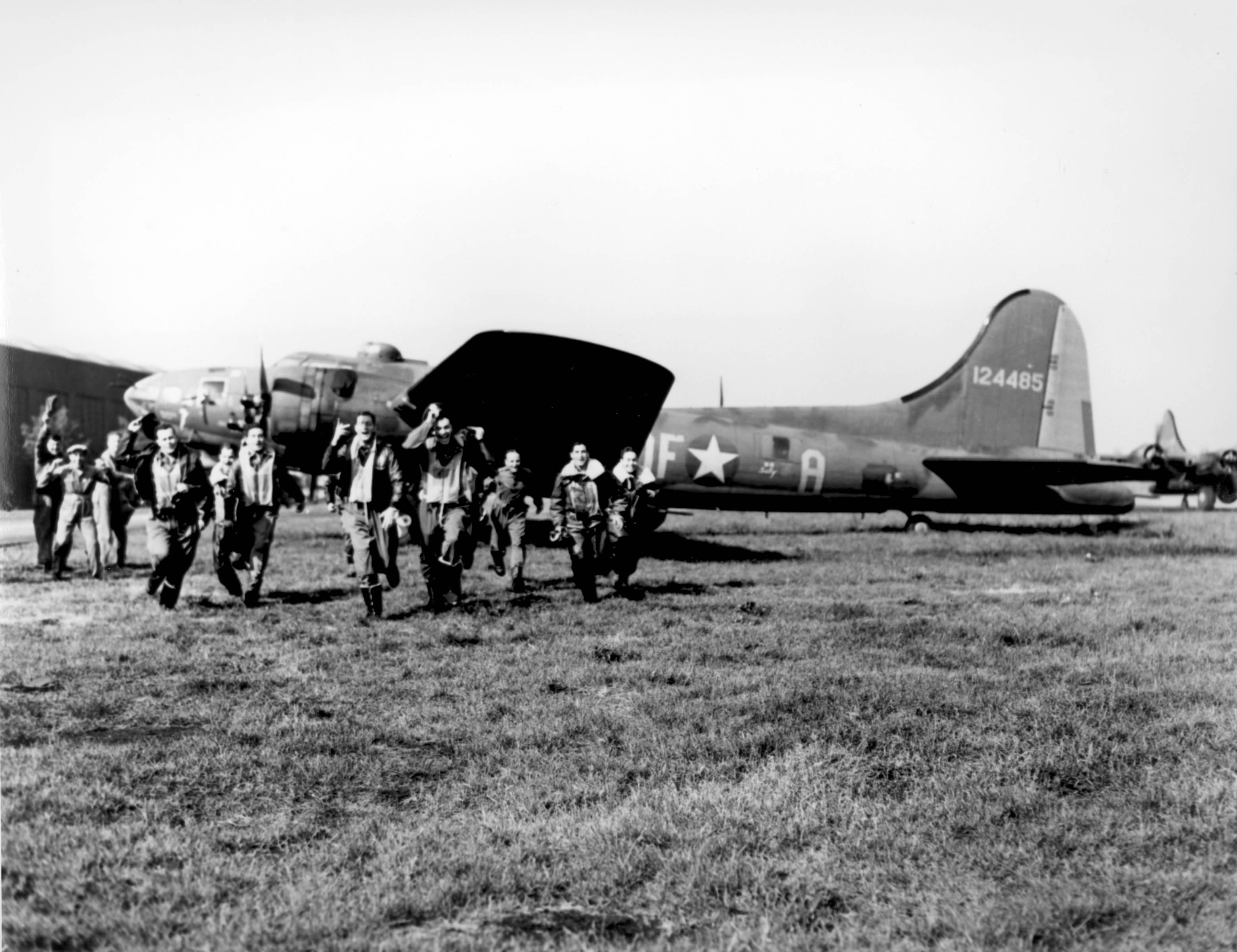
Экипаж после возвращения с последней боевой
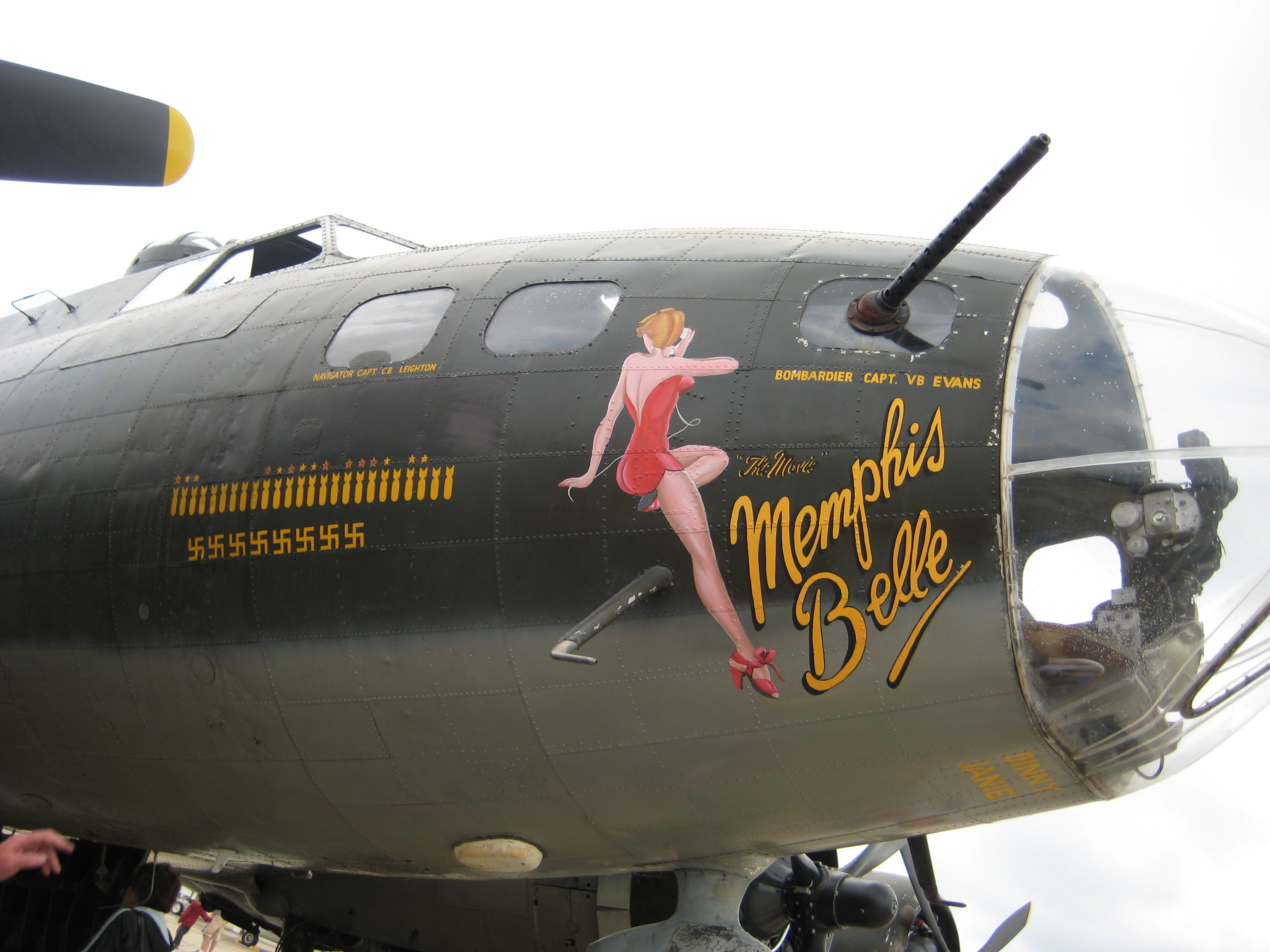
Нос бомбардировщика

После войны Memphis Belle находился на авиабазе Алтус, штат Оклахома. От утилизации его спас некто Walter Chandler, купивший в 1945 году самолёт за $350. 
В 1949 году самолёт демонстрировался на выставке Национальной гвардии США. Затем он был забыт и подвергся вандализму охотников за сувенирами. 
В начале 1970-х годов о нём вспомнили и перевезли в Мемфис как музейный экспонат. Но нахождение на открытом воздухе портило самолёт. Летом 2003 года бомбардировщик был разобран и перенесен для реставрации в Naval Air Station Memphis города Millington, штат Теннесси. 
В сентябре 2004 года Национальный музей Военно-воздушных сил США решил реставрировать Memphis Belle, которая продолжалась по 2014 год.

## Память
- В 1990 году в Великобритании был снят художественный фильм «Мемфисская красотка», созданный по сюжету документального фильма «Мемфисская красотка: история летающей крепости» (1944 год).
- Выпускается сборная модель-игрушка этого самолёта.[2]